# Olenivka, Borzna
Olenivka (în ucraineană Оленівка) este o comună în raionul Borzna, regiunea Cernihiv, Ucraina, formată numai din satul de reședință.

## Demografie
Componența lingvistică a comunei Olenivka
     Ucraineană (99,22%)
     Alte limbi (0,78%)
Conform recensământului din 2001, majoritatea populației comunei Olenivka era vorbitoare de ucraineană (99,22%), existând în minoritate și vorbitori de alte limbi.